# Diocus
Diocus is een geslacht van eenoogkreeftjes uit de familie van de Chondracanthidae. De wetenschappelijke naam is voor het eerst geldig gepubliceerd in 1863 door Henrik Nikolai Krøyer.

## Soorten
- Diocus frigidus Hansen, 1923
- Diocus gobinus (Müller O.F., 1776)
- Diocus lycenchelus Hogans & Sulak, 1992
- Diocus sadoensis (Shiino, 1960)
- Diocus semilunaris (Kabata & Gusev, 1966)